# Бретоньєр
Бретоньєр (фр. Bretonnières) — громада  в Швейцарії в кантоні Во, округ Юра-Нор-Водуа.

## Географія
Громада розташована на відстані близько 80 км на захід від Берна, 24 км на північний захід від Лозанни.
Бретоньєр має площу 5,5 км², з яких на 9% дозволяється будівництво (житлове та будівництво доріг), 44,3% використовуються в сільськогосподарських цілях, 45,9% зайнято лісами, 0,7% не є продуктивними (річки, льодовики або гори).

## Демографія
2019 року в громаді мешкало 270 осіб (+29,2% порівняно з 2010 роком), іноземців було 8,1%. Густота населення становила 50 осіб/км².
За віковим діапазоном населення розподілялося таким чином: 24,1% — особи молодші 20 років, 58,9% — особи у віці 20—64 років, 17% — особи у віці 65 років та старші. Було 103 помешкань (у середньому 2,6 особи в помешканні).
Із загальної кількості 48 працюючих 22 було зайнятих в первинному секторі, 9 — в обробній промисловості, 17 — в галузі послуг.